# Change Me (Justin Bieber)
Change Me è un brano musicale del cantante canadese Justin Bieber, pubblicato come nono singolo della Music Mondays e dalla raccolta Journals.

## Descrizione
Il brano è stato scritto da Justin Bieber, Harris e Boyd.

## Classifiche
| Classifica (2013) | Posizione massima |
| ----------------- | ----------------- |
| Austria           | 45                |
| Belgio (Fiandre)  | 41                |
| Belgio (Vallonia) | 41                |
| Canada            | 34                |
| Danimarca         | 2                 |
| Francia           | 84                |
| Germania          | 67                |
| Irlanda           | 33                |
| Italia            | 38                |
| Paesi Bassi       | 23                |
| Regno Unito       | 39                |
| Spagna            | 28                |
| Stati Uniti       | 59                |
| Svizzera          | 34                |